# Martín Fernández Figueira
Martín Alejandro Fernández Figueira (Montevideo, 8 de mayo de 2001) es un futbolista uruguayo, que juega como centrocampista central del equipo de Newell's Old Boys a préstamo del Boston River de la Primera División de Uruguay.

## Trayectoria
Formado en las divisiones inferiores del Liverpool de Montevideo, donde llegó a los 14 años, realizó todas las categorías formativas y debutó con el primer equipo el 4 de mayo de 2019 disputando el partido de campeonato ganado 4-0 ante Boston River. Entre 2020 y 2021 fue dirigido por Marcelo Méndez y fue pilar fundamental de un equipo que consiguió el torneo Clausura 2020.
En 2022 pasa a Boston River de la Primera División de Uruguay y se convirtió en referente y capitán del conjunto uruguayo.
A comienzos de agosto de 2024 se convierte en refuerzo del equipo argentino de Gimnasia y Esgrima La Plata de la Primera División de Argentina. La transferencia se realizó a préstamo con cargo y con una opción de compra de alrededor de 1.2 millones de dólares por el 80% de los derechos económicos.  
Rescinde contrato con el equipo de la ciudad de La Plata y es contratado por Newell's Old Boys en calidad de préstamo al Boston River. 

## Estadísticas
Actualizado al último partido disputado el 18 de abril de 2025.
| Liverpool FC (Montevideo) · Uruguay | 1.ª           | 2019          | 10  | 0 | 0 | 0 | 0  | 0 | 10  | 0 |
| Liverpool FC (Montevideo) · Uruguay | 1.ª           | 2020          | 25  | 1 | 0 | 0 | 4  | 0 | 29  | 1 |
| Liverpool FC (Montevideo) · Uruguay | 1.ª           | 2021          | 0   | 0 | 0 | 0 | 2  | 0 | 2   | 0 |
| Liverpool FC (Montevideo) · Uruguay | Total club    | Total club    | 35  | 1 | 0 | 0 | 6  | 0 | 41  | 1 |
| Boston River · Uruguay | 1.ª           | 2022          | 13  | 0 | 1 | 0 | 0  | 0 | 14  | 0 |
| Boston River · Uruguay | 1.ª           | 2023          | 25  | 1 | 1 | 0 | 4  | 0 | 30  | 1 |
| Boston River · Uruguay | 1.ª           | 2024          | 16  | 0 | 0 | 0 | 0  | 0 | 16  | 0 |
| Boston River · Uruguay | Total club    | Total club    | 54  | 1 | 2 | 0 | 4  | 0 | 60  | 1 |
| Gimnasia y Esgrima La Plata Argentina | 1.ª           | 2024          | 15  | 0 | 2 | 0 | 0  | 0 | 17  | 0 |
| Gimnasia y Esgrima La Plata Argentina | 1.ª           | 2025          | 11  | 0 | 1 | 0 | 0  | 0 | 12  | 0 |
| Gimnasia y Esgrima La Plata Argentina | Total club    | Total club    | 26  | 0 | 3 | 0 | 0  | 0 | 29  | 0 |
| Newell's Old Boys Argentina | 1.ª           | 2025          | 0   | 0 | 0 | 0 | 0  | 0 | 0   | 0 |
| Newell's Old Boys Argentina | Total club    | Total club    | 0   | 0 | 0 | 0 | 0  | 0 | 0   | 0 |
| Total carrera | Total carrera | Total carrera | 115 | 2 | 5 | 0 | 10 | 0 | 130 | 2 |
| (1) La copa nacional se refiere a la Copa AUF Uruguay, Copa Argentina y Copa de la Liga Profesional. (2) La copa internacional se refiere a la Copa Sudamericana y Copa Libertadores. |               |               |     |   |   |   |    |   |     |   |